# Franken

Huy hiệu của Franken

Franken (hay Frankenland) là một vùng ở Đức. Vùng này có văn hóa và thổ ngữ riêng biệt, tiếng địa phương fränkisch. Thuộc về Franken chủ yếu là 3 vùng hành chính của bang Bayern Oberfranken, Unterfranken và Mittelfranken cũng như phần đông bắc của vùng Heilbronn-Franken ở Baden-Württemberg cùng với khu vực nói thổ ngữ ostfränkisch ở Südthüringen và một vài địa phận ở Hessen.
2 thành phố lớn nhất của Franken là Nürnberg và Würzburg. Khu vực vùng đô thị Nürnberg thường được xem là trung tâm văn hóa và kinh tế của Franken.

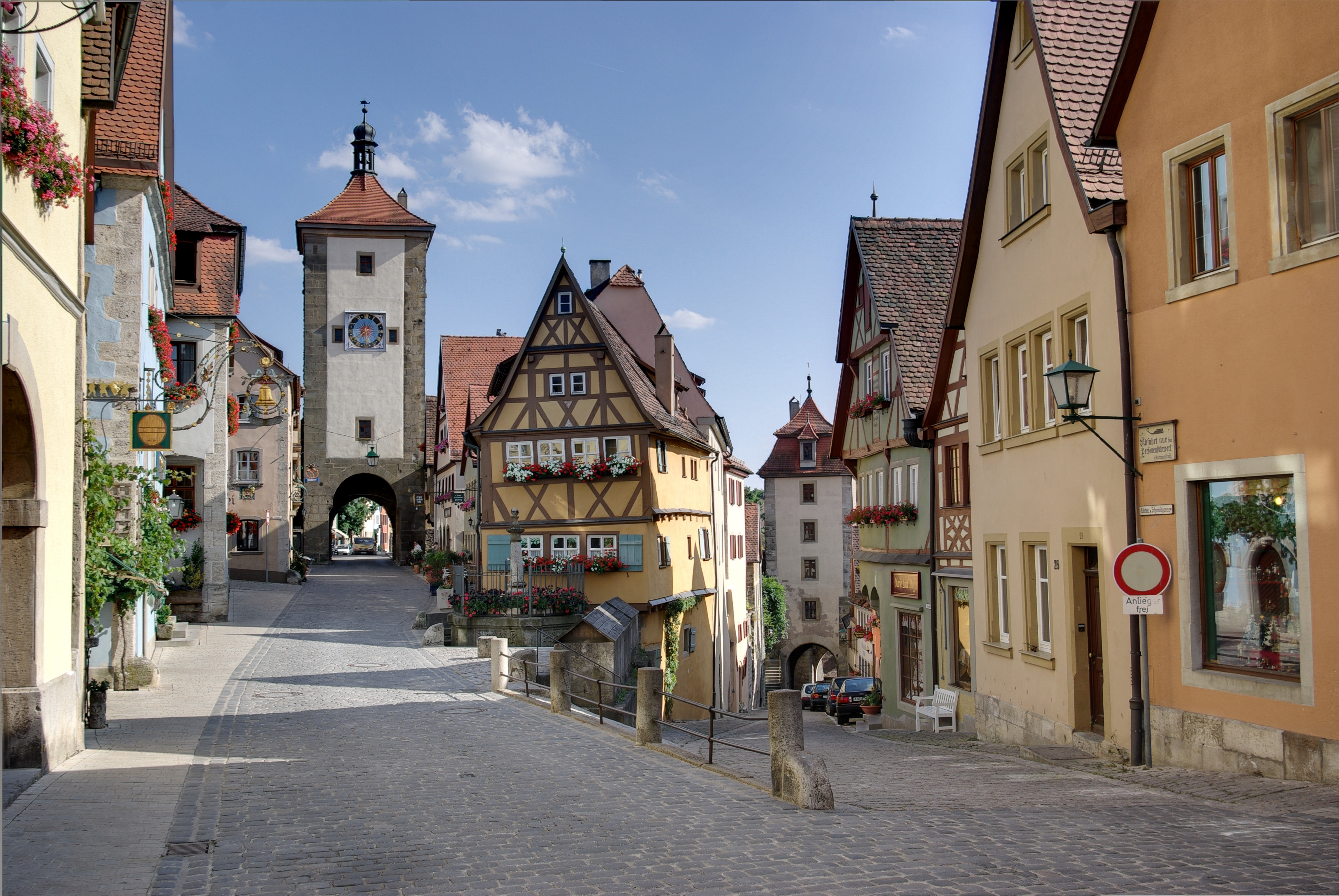
Rothenburg là thành phố trung cổ được biết tới nhiều nhất ở Franken
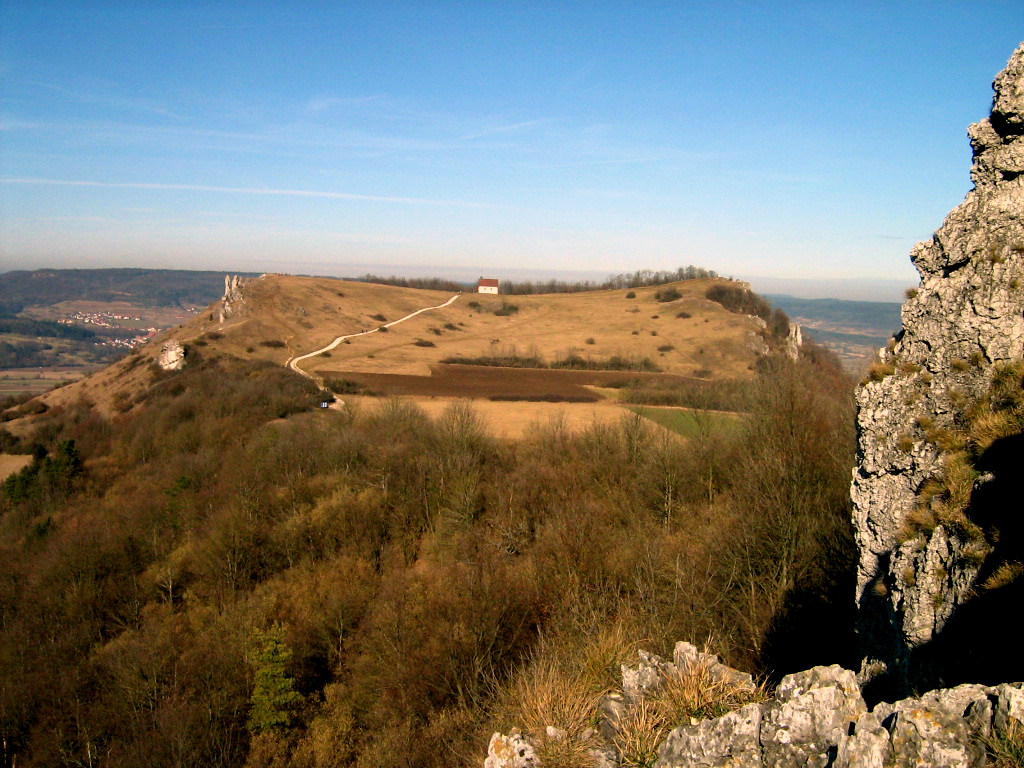
Walberla ở Franken
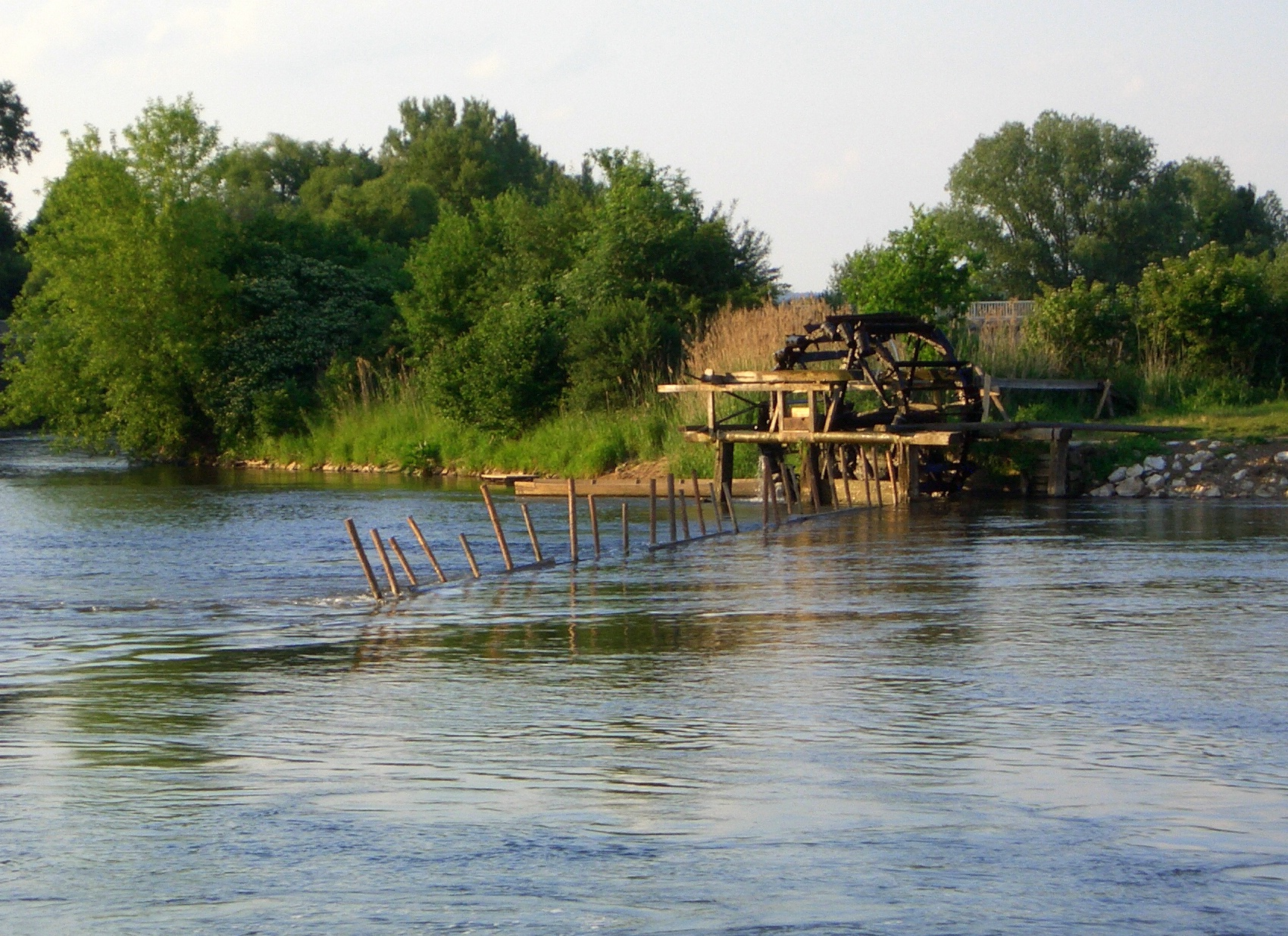
Bánh xe của máy xay ở sông Regnitz
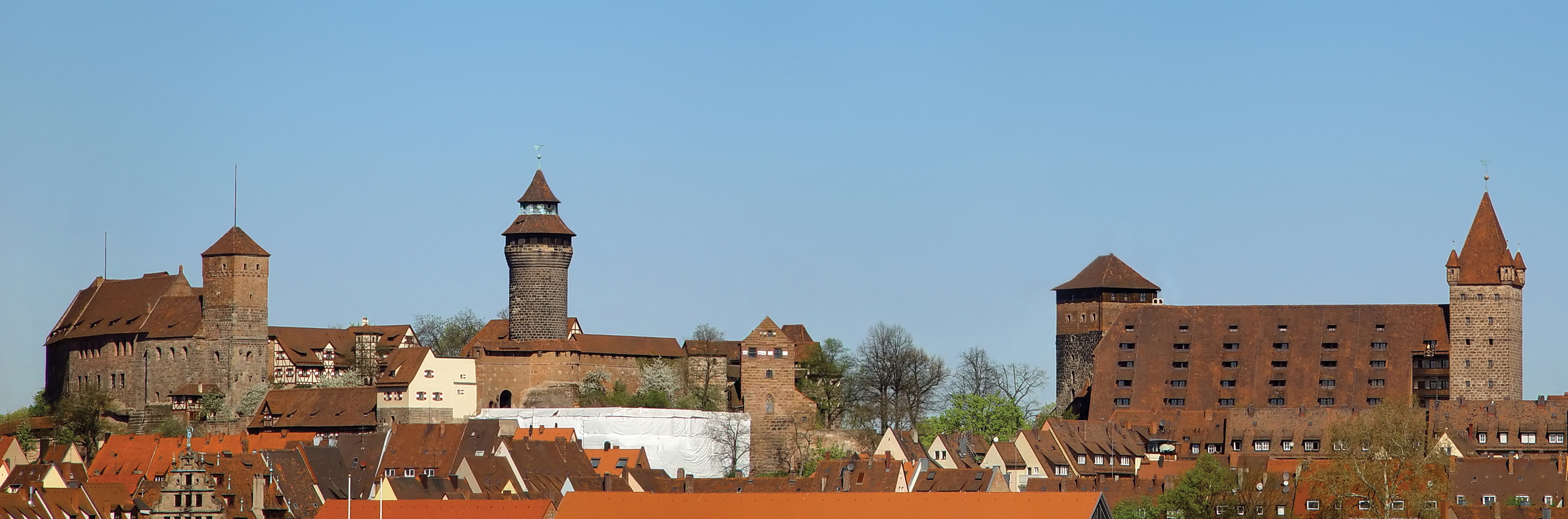
Lâu đài Nürnberg

## Địa lý

### Hạn định khu vực
Franken cách biệt với các vùng khác, do lịch sử, hoặc văn hóa và nhất là vì thổ ngữ, nhưng nó không phải là một lãnh thổ chính trị có giới hạn lãnh thổ rõ ràng. Cho nên, việc một số khu vực có thuộc về Franken hay không là một vấn đề gây nhiều tranh cãi. Người ta có thể dựa vào lãnh thổ của công quốc Franken ngày xưa và vùng đế quốc (Reichkreis) Franken, khu vực nói thổ ngữ Ostfränkische, và việc sử dụng cái cào Franken trong huy hiệu, cờ quạt và dấu ấn. Tuy nhiên, việc dân chúng tự cho mình là người Franken chỉ có thể chứng minh được từ đầu từ thế kỷ 19.
Những vùng sau đây được xem là thuộc Franken: Vùng hành chính Unterfranken, Oberfranken và Mittelfranken, xã Pyrbaum ở Neumarkt (huyện), phần tây bắc của Eichstätt (huyện), những huyện Ostfranken ở Südthüringen, vài khu vực ở Fulda (huyện) và ở Odenwald (huyện) thuộc Hessen cùng những khu vực Baden-Württemberg như Tauberfranken, Hohenlohe-Franken và vùng Buchen (Odenwald) ở Baden.